# Marathon van Amsterdam 2012

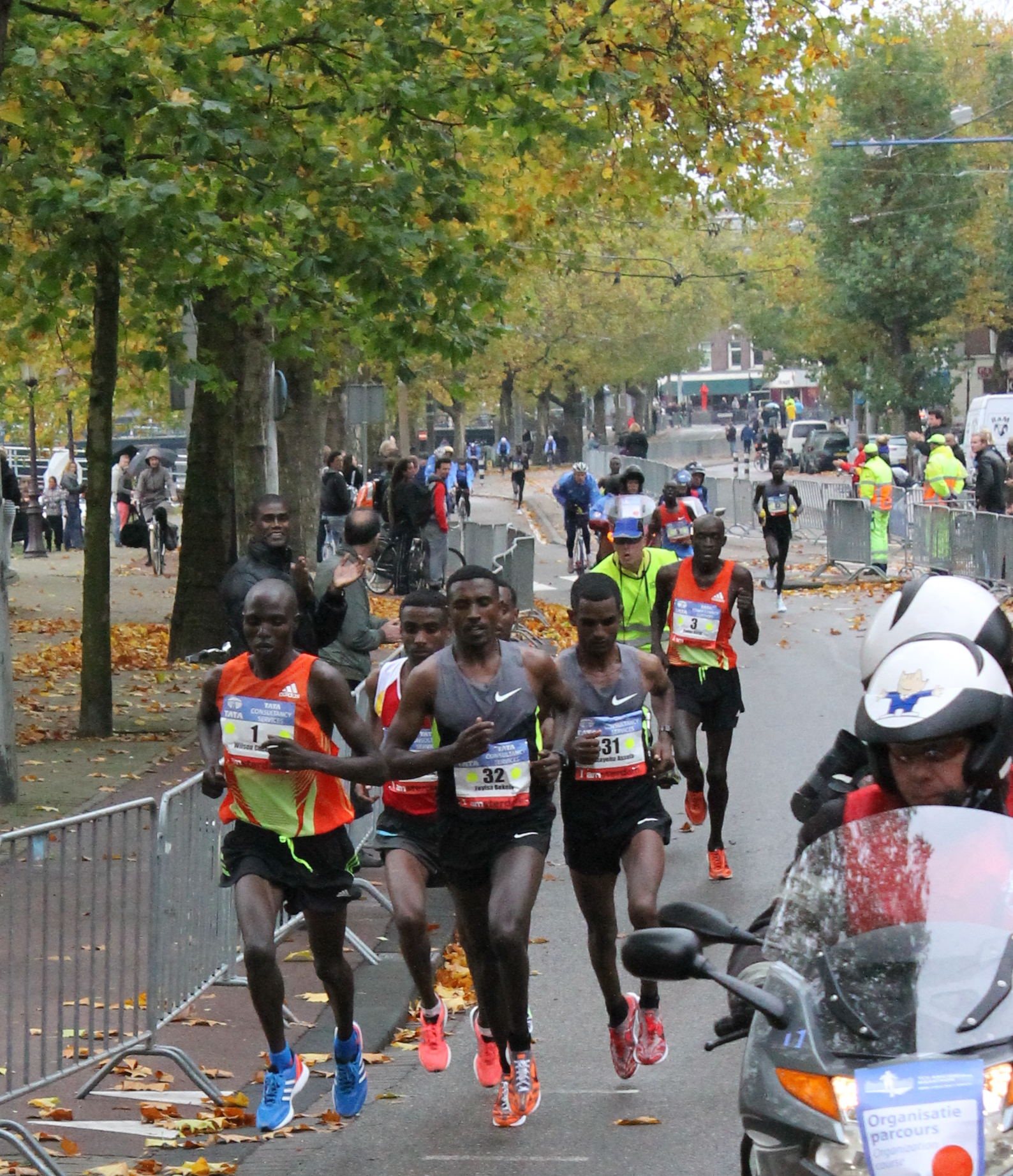
De kopgroep, even voorbij het 35 km-punt. Links de latere winnaar Wilson Chebet.

De marathon van Amsterdam 2012 vond plaats op zondag 21 oktober 2012 in Amsterdam, onder de naam TCS Amsterdam Marathon. Het was de 37e editie van deze marathon.
Bij de mannen werden de tien eerste plaatsen verdeeld over Kenia en Ethiopië. Net als in 2011 was de Keniaan Wilson Chebet de snelste; hij vestigde dit jaar tevens een parcoursrecord, 2:05.41. Ook bij de vrouwen werd het parcoursrecord verbroken, door de Ethiopische Meseret Hailu, die finishte in 2:21.09.
Beste Nederlanders waren Michel Butter (12e) en Mariska Dute (9e). Butter werd met 2:09.58 de derde Nederlander die sneller dan 2 uur 10 minuten heeft gelopen, na Gerard Nijboer en Kamiel Maase.
Volgens de organisatie hadden 13.000 mensen zich ingeschreven voor de marathon. In totaal finishten 10.139 marathonlopers.

## Uitslagen

### Marathon
Mannen
| rang   | naam                 | land | tijd    |
| ------ | -------------------- | ---- | ------- |
| Goud   | Wilson Chebet        | KEN  | 2:05.41 |
| Zilver | Abrha Gebretsadik    | ETH  | 2:06.21 |
| Brons  | Bentayehu Assefa     | ETH  | 2:06.22 |
| 4      | Feyisa Bekele        | ETH  | 2:06.26 |
| 5      | Abraham Girma        | ETH  | 2:06.48 |
| 6      | Mulugeta Wami        | ETH  | 2:07.11 |
| 7      | Gideon Kipketer      | KEN  | 2:08.14 |
| 8      | Elias Kemboi Chelimo | KEN  | 2:08.51 |
| 9      | Henri Sugut          | KEN  | 2:09.07 |
| 10     | Peter Kirui          | KEN  | 2:09.15 |
| 11     | Essa Rashed          | QAT  | 2:09.22 |
| 12     | Michel Butter        | NED  | 2:09.58 |
| 13     | Shumi Dechasa        | ETH  | 2:13.50 |
| 14     | Musa Babo            | ETH  | 2:14.06 |
| 15     | Kazuhiro Maeda       | JPN  | 2:14.37 |
| 16     | David Barmasai       | KEN  | 2:15.32 |
| 17     | Abebe Dinkesa        | ETH  | 2:15.48 |
| 18     | Mihael Krassilov     | KAZ  | 2:16.08 |
| 19     | Ronald Schröer       | NED  | 2:16.19 |
| 20     | Rens Dekkers         | NED  | 2:17.19 |

Vrouwen
| rang   | naam            | land | tijd    |
| ------ | --------------- | ---- | ------- |
| Goud   | Meseret Hailu   | ETH  | 2:21.09 |
| Zilver | Eunice Kirwa    | KEN  | 2:21.41 |
| Brons  | Genet Getaneh   | ETH  | 2:25.38 |
| 4      | Diane Chepkemoi | KEN  | 2:27.32 |
| 5      | Goitetum Haftu  | ETH  | 2:33.57 |
| 6      | Leila Luik      | EST  | 2:40.12 |
| 7      | Gemma Rankin    | GBR  | 2:41.57 |
| 8      | Liina Luik      | EST  | 2:45.04 |
| 9      | Mariska Dute    | NED  | 2:49.39 |
| 10     | Luise Sønder    | DEN  | 2:50.57 |

### Halve marathon
Mannen
| rang   | naam             | land | tijd    |
| ------ | ---------------- | ---- | ------- |
| Goud   | Kevin Rojas      | GBR  | 1:09.27 |
| Zilver | Koen Vossers     | NED  | 1:10.24 |
| Brons  | Jonnatan Morales | MEX  | 1:10.49 |

Vrouwen
| rang   | naam            | land | tijd    |
| ------ | --------------- | ---- | ------- |
| Goud   | Maria Barrett   | GBR  | 1:19.58 |
| Zilver | Paola Salvatori | ITA  | 1:21.06 |
| Brons  | Helen Waugh     | GBR  | 1:22.54 |

1975 ·
1976 ·
1977 ·
1978 ·
1979 ·
1980 ·
1981 ·
1982 ·
1983 ·
1984 ·
1985 ·
1986 ·
1987 ·
1988 ·
1989 ·
1990 ·
1991 ·
1992 ·
1993 ·
1994 ·
1995 ·
1996 ·
1997 ·
1998 ·
1999 ·
2000 ·
2001 ·
2002 ·
2003 ·
2004 ·
2005 ·
2006 ·
2007 ·
2008 ·
2009 ·
2010 ·
2011 ·
2012 ·
2013 ·
2014 ·
2015 ·
2016 ·
2017 ·
2018 ·
2019 ·
2020 ·
2021 ·
2022 ·
2023 ·
2024 ·
2025